# Methedras
I Methedras sono un gruppo thrash metal italiano, nato a Monza nel 1996, che fonde il genere thrash metal con partiture più tipicamente death metal.

## Storia del gruppo

### 1996-2002: Formazione e primi demo
La band è nata nel 1996 da un'idea di Massimiliano Ducati (chitarra ritmica) ed Andrea Bochi (basso) con l'intento di fondere insieme lo stile del thrash metal dei primi anni ottanta con la tecnica del moderno death metal.
Dopo qualche anno la formazione subì il primo cambiamento con l'arrivo di Claudio Facheris alla voce, Carlo Radaelli alla batteria ed Eros Mozzi alla chitarra solista e, con la nuova formazione, vennero riarrangiati i vecchi pezzi. Dopo la pubblicazione del primo demo Cost of Life, l'attività della band si concentrò principalmente sul contesto live, che li vide aprire i concerti italiani di band quali Entombed, Tankard e Carnal Forge. Nel 2001 e 2002 autoprodussero poi due CD promo.

### 2004-2008: Tra autoproduzioni e festival internazionali
Con l'avvento del 2004 la band diede alla luce il proprio primo studio album dal titolo Recursive, che, ben accolto dalla critica, rappresentava un bilancio dei primi dieci anni di attività della band. Grazie a questo LP il gruppo firmò un contratto di distribuzione con l'etichetta indipendente Hardebaran per la produzione e distribuzione dell'album su scala europea. Nello stesso anno i Methedras fecero la loro apparizione al Wacken Open Air ottenendo il secondo posto nella competizione internazionale per band emergenti, l'anno successivo avrebbero suonato anche sul palco del Metal Camp.
Nel 2006, dopo un fondamentale cambio di formazione con l'inserimento di Gregorio Ferrarese alla batteria, è la volta della partecipazione all'Evolution Festival e della pubblicazione del secondo album intitolato The Worst Within, più tecnico e aggressivo del precedente, che valse la distribuzione in allegato sul numero di marzo di Metal Maniac di un'edizione promozionale dello stesso. Sempre nello stesso anno, i Methedras parteciparono come band di supporto alle date italiane del tour promozionale di 100% Hell dei Necrodeath.
Nel 2007 la band vide l'abbandono di uno dei due fondatori, Massimiliano Ducati, prontamente sostituito da Pietro Baggi alla chitarra ritmica. Inoltre, verso la fine dell'anno, i Methedras supportarono in Romania ancora i Necrodeath e gli Ancient Rites.
Il 2008 ha visto la band suonare nuovamente all'Evolution Festival e supportare i Dismember in occasione del loro tour in Gran Bretagna. Tra settembre e ottobre dello stesso anno, i Methedras vengono chiamati ad aprire direttamente per tutte le date italiane dei thrashcorer danesi Hatesphere, compreso il passaggio al Total Metal Festival, e degli inglesi Onslaught, storica band thrash metal britannica. Tra questi due tour la band è costretta ancora a modificare la formazione sostituendo il defezionario Gregorio Ferrarese in favore di Daniele Gotti, già all'opera con Pietro Baggi nei bergamaschi Anticlockwise.

### 2009-2018: DaKatarsisaThe Ventriloquist
Ad inizio 2009 viene pubblicato il terzo capitolo della band intitolato Katarsis, sotto l'italiana Punishment 18 Records, diverso dai suoi predecessori, con un'attitudine più diretta e una produzione di alto livello, contribuendo ulteriormente ad evolvere il sound della band milanese. Dopo pochi mesi dalla pubblicazione dell'album, segue un tour internazionale in supporto ai Destruction, che vede la band italiana aprire direttamente tutte le date dei tedeschi in paesi come Austria, Slovacchia, Romania, Bulgaria, Grecia e Serbia. A giugno dello stesso anno, la band viene chiamata a suonare anche all'Hellbrigade Fest, dove si esibiscono per la prima volta in Italia gli americani Whiplash, autori di un thrash-speed molto seminale, supportati per l'occasione dai danesi Artillery. Dopo qualche cambiamento di formazione, la band è ancora in tour per buona parte del 2010, prima supportando gli americani Heathen durante la parte italiana del loro Chaos In Europe tour, e in seguito gli svedesi The Haunted in tutte le loro date italiane, compreso l'ennesimo passaggio al Total Metal Festival dello stesso anno, in cui si esibiscono tra gli altri anche Primal Fear e God Dethroned. Il 2011 vede la band impegnata ancora sul fronte live, con varie partecipazioni tra luglio e settembre, prima al Metal Valley insieme ai Deicide, poi al Maximum Rock Fest con i Sepultura e infine al Rock Hard Fest con i Coroner, riuscendo anche a prendere parte al OST Mountain Fest in Romania, supportando per la seconda volta gli inglesi Onslaught. Verso la fine dell'anno, il gruppo lombardo ormai di adozione bergamasca, decide di festeggiare il suo quindicesimo anniversario al Keller Live di Curno, offrendo gratuitamente a tutto il pubblico uno show degli italiani Sadist.
Nel 2012, i Methedras iniziarono a comporre nuovo materiale per un nuovo disco, il quarto della discografia e contemporaneamente partecipano ad alcuni eventi importanti: le date italiane in supporto al tour di Exodus ed Heathen, la partecipazione al Rock N Bol Fest con gli Overkill e la terza apparizione al Total Metal Festival in supporto ai Testament. Il 2013 viene interamente passato in sala prove per costruire i pezzi del quarto album, che viene registrato ad inizio 2014 presso i Domination Studio di Simone Mularoni, titolo dell'opera è System Subversion, distribuito verso fine anno a livello internazionale dalla casa discografica americana Pavement Entertainment. L'intero artwork del disco viene seguito dall'artista greco Spiros "Seth" Antoniou dei Septic Flesh, portando la band lombarda in tour in tutta Europa prima con Hirax e Bonded By Blood e poi con il gruppo Evil Invaders, aprendo anche per le date italiane dei Morbid Angel. Verso fine 2014 la formazione subisce un drastico cambiamento vedendo la sostituzione del chitarrista Eros Mozzi in favore di Daniele Colombo, già all'opera nella band come musicista turnista, e dello storico cantante Claudio Facheris. Negli stessi mesi viene annunciato un altro tour europeo in supporto a Overkill e Sanctuary per il marzo 2015 in supporto promozionale al nuovo album.
Nel 2015 "Hate", già cantante dei bresciani Endless Pain, entra in pianta stabile come cantante nella band partecipando al tour con Overkill e Sanctuary. A dicembre 2015 i Methedras hanno vinto il contest online GlobalRockstar 2015.
Nel 2018 i Methedras firmarono per la tedesca Massacre Records pubblicando così un nuovo album intitolato The Ventriloquist. Al disco seguì un lungo tour europeo ed un tour asiatico che toccò Thailandia, Singapore, Malesia e Nepal.
Nel 2022 annunciano la lavorazione di un nuovo album e l'uscita dalla band del batterista Daniele Gotti, sostituito per la registrazione del disco e nel successivo tour dal batterista dei Folkstone Edoardo Sala.

## Formazione
- Andrea Bochi - basso (1996-presente) e voce (1996-1998)
- Daniele Colombo - chitarra (2014-presente)
- Giuseppe "Rex" Caruso - voce (2020-presente)

Turnisti
- Edoardo "Edo" Sala - batteria (2022-presente)

Ex componenti
- Daniele Gotti - batteria (2008-2022)
- Davide Ricciuti - voce (2017)
- Esben "Esse" Hansen - voce session (2017-2018)
- Tito "Hate" Listorti - voce (2015-2017)
- Martina L. McLean - voce (2014)
- Claudio Facheris - voce (1998-2014 e 2018-2019)
- Eros Mozzi - chitarra (2001-2014)
- Patrick Fabiano - chitarra (2010)
- Pietro Baggi - chitarra (2007-2009 e 2011)
- Gregorio Ferrarese - batteria (2005-2008)
- Massimiliano Ducati - chitarra (1996-2007)
- Carlo Radaelli - batteria (2000-2005)
- Andrea Viganò - chitarra (1999-2001)
- Mauro Maggioni - batteria (1996-2000)
- Paolo Angiolini - chitarra (1996-1999)

## Discografia

### Album in studio
- 2004 - Recursive
- 2006 - The Worst Within
- 2009 - Katarsis
- 2014 - System Subversion
- 2018 - The Ventriloquist
- 2023 - Human Deception

### Demo
- 1999 - Cost of Life
- 2001 - Demo 2001
- 2002 - Demo 2002